# J. Reuben Clark

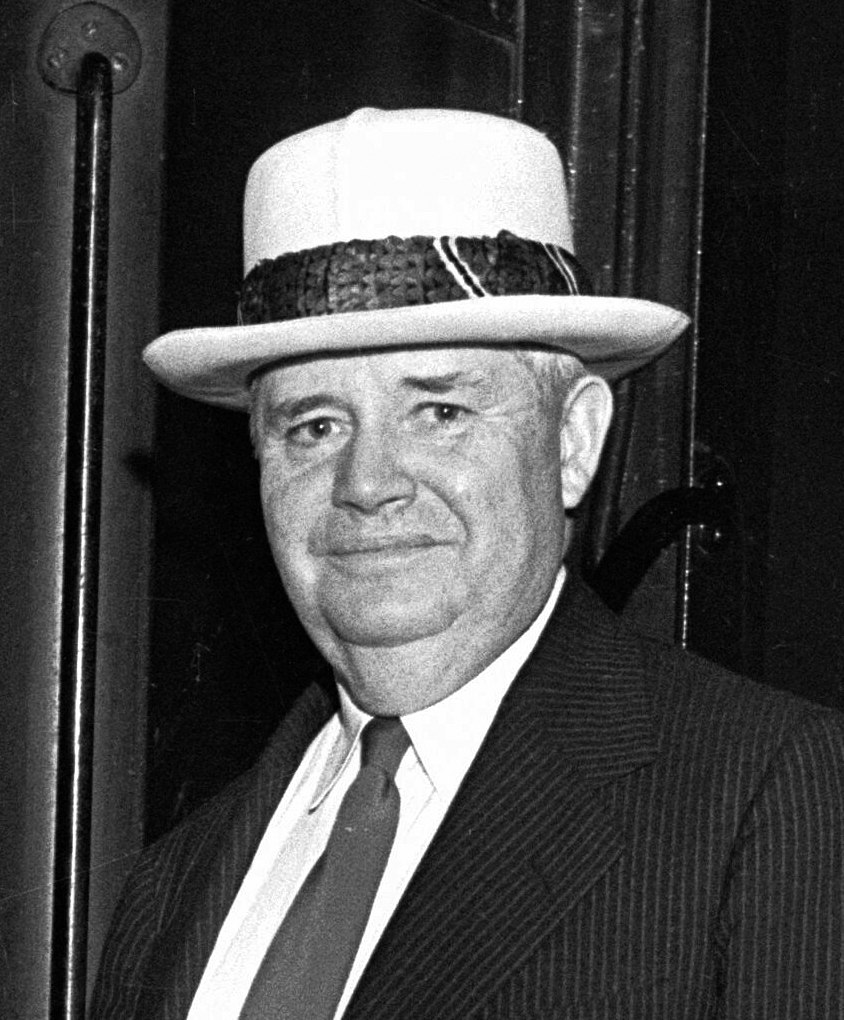
J. Reuben Clark (1935)

Joshua Reuben Clark, Jr. (* 1. September 1871 in Grantsville, Tooele County, Utah; † 6. Oktober 1961 in Salt Lake City, Salt Lake County, Utah) war ein US-amerikanischer Rechtsanwalt und Diplomat, der unter anderem 1928 bis 1929 als United States Under Secretary of State Stellvertreter des Außenministers sowie von 1930 bis 1933 Botschafter in Mexiko war. Er war darüber hinaus über viele Jahrzehnte Funktionär der Kirche Jesu Christi der Heiligen der Letzten Tage als Mitglied im Kollegium der Zwölf Apostel sowie als Erster und Zweiter Ratgeber der Ersten Präsidentschaft.

## Leben

### Rechtsanwalt, Under Secretary of State und Botschafter in Mexiko
Clark absolvierte zunächst ein grundständiges Studium an der University of Utah und war zeitweise Sekretär von James E. Talmage, der zwischen 1894 und 1897 Präsident der Universität war. Später begann er ein Studium der Rechtswissenschaften an der Columbia University, das er 1906 mit einem Bachelor of Laws (LL.B.) beendete. Er war ferner Redaktionsmitglied der Columbia Law Review und trat 1906 als Assistent des Rechtsberaters (Assistant Solicitor) ins Außenministerium ein. Er war ferner als Assistenzprofessor für Rechtswissenschaften an der George Washington University tätig sowie als Rechtsanwalt in Anwaltskanzleien in New York City, Washington, D.C. sowie Salt Lake City, in denen er sich auf Internationales Recht und Kommunalrecht spezialisierte.
Nach dem Kriegseintritt der USA in den Ersten Weltkrieg diente Clark als Major im Judge Advocate General’s Corps der US Army und war nach Kriegsende Mitarbeiter im Justizministerium und dort im Büro des US Attorney General.

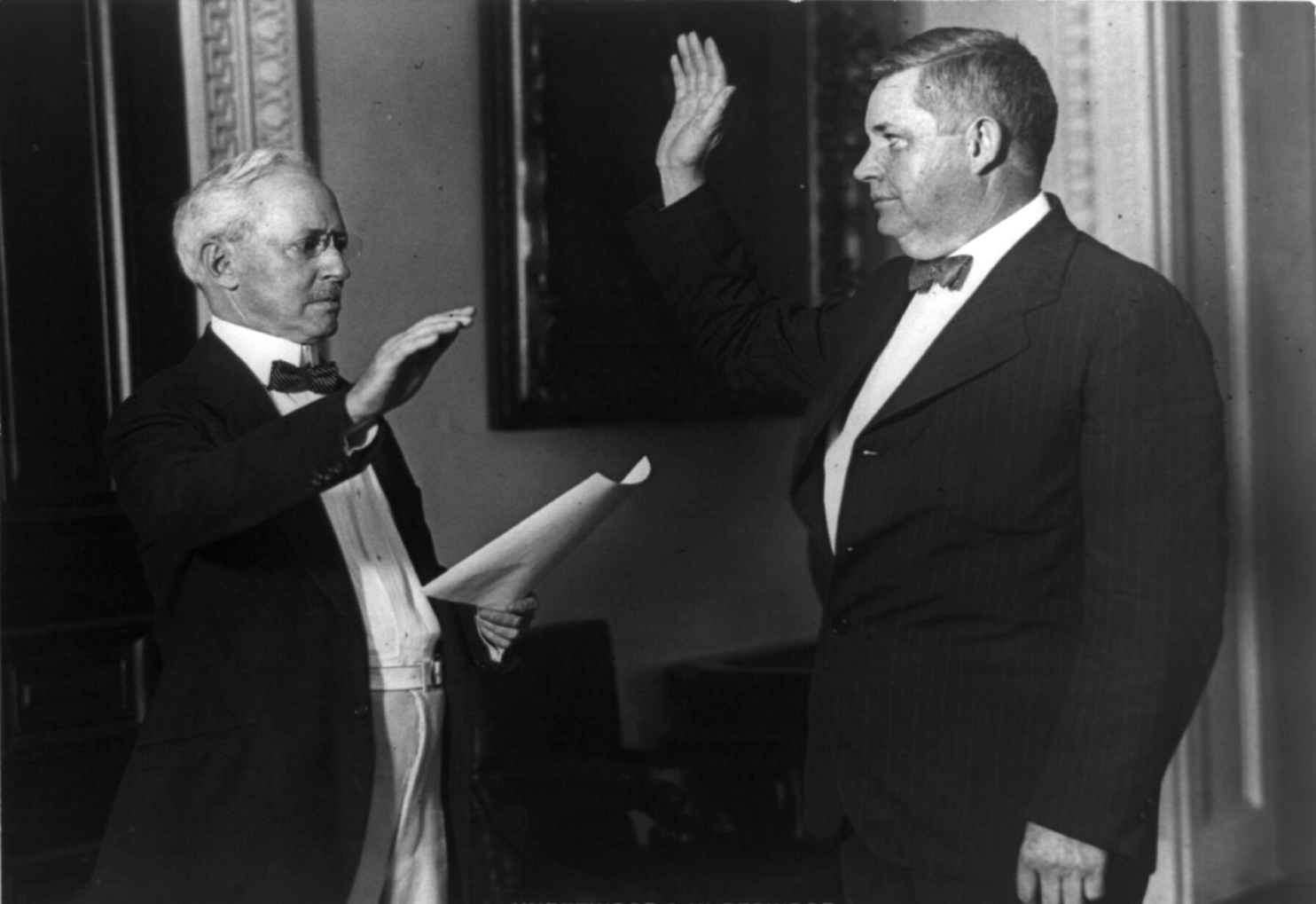
Clark (rechts) bei seinem Amtsantritt als Unterstaatssekretär im Außenministerium (1928)

Am 31. August 1928 löste Clark Robert E. Olds als Unterstaatssekretär im Außenministerium (United States Under Secretary of State) und war als solcher bis zu seiner Ablösung durch Joseph P. Cotton am 19. Juni 1929 Stellvertreter von Frank Billings Kellogg, der zwischen 1925 und 1929 Außenministers war. Später wurde er am 28. November 1930 Botschafter in Mexiko und damit Nachfolger von Dwight Morrow. Er verblieb auf diesem diplomatischen Posten bis zum 14. Februar 1933, woraufhin Josephus Daniels am 24. April 1933 seine dortige Nachfolge antrat.

### Funktionär der Kirche Jesu Christi der Heiligen der Letzten Tage
Clark engagierte sich nach seinem Ausscheiden aus dem Regierungsdienst über viele Jahrzehnte als Funktionär der Kirche Jesu Christi der Heiligen der Letzten Tage. Zunächst wurde er am 6. April 1933 vom Präsidenten der Kirche Jesu Christi der Heiligen der Letzten Tage Heber J. Grant zum Zweiten Ratgeber der Ersten Präsidentschaft ernannt und übernahm am 6. Oktober 1934 die Funktion als Erster Ratgeber der Ersten Präsidentschaft. Zugleich wurde er am 11. Oktober 1934 Mitglied im Kollegium der Zwölf Apostel, dem er bis zu seinem Tod am 6. Oktober 1961 angehörte.

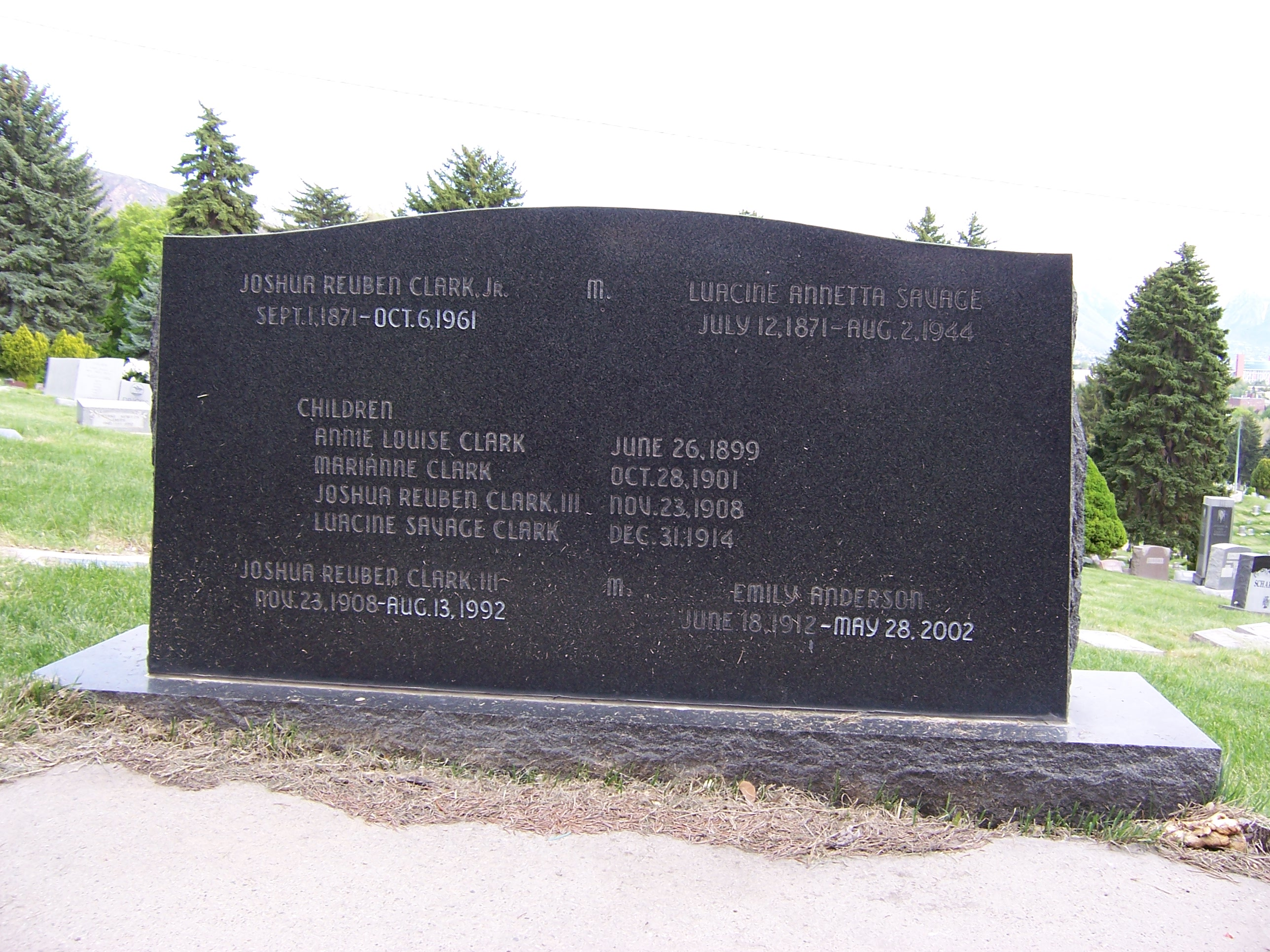
Grabstein der Familie von J. Reuben Clark auf dem Salt Lake City Cemetery

Nach dem Tod von Präsident Heber J. Grant wurde Clark von dessen Nachfolger George Albert Smith am 21. Mai 1945 in der Funktion als Erster Ratgeber der Ersten Präsidentschaft bestätigt und übte die Funktion bis zum Tod von George Albert Smith am 4. April 1951 aus. Dessen Nachfolger David O. McKay berief Clark am 9. April 1951 zunächst zum Zweiten Ratgeber sowie schließlich am 12. Juni 1959 wieder zum Ersten Ratgeber der Ersten Präsidentschaft. Auch diese Funktion hatte er bis zu seinem Tod am 6. Oktober 1961 inne.
Aus seiner Ehe mit Luacine Annette Savage Clark gingen drei Töchter und ein Sohn hervor. Nach seinem Tod wurde er auf dem Salt Lake City Cemetery beigesetzt. Nach ihm wurde die J. Reuben Clark Law School sowie die J. Reuben Clark Law Society der Brigham Young University (BYU) benannt.